# ベニグノ・アキノ3世
ベニグノ・シメオン・コファンコ・アキノ3世（英: Benigno Simeon Cojuangco Aquino III、1960年2月8日 - 2021年6月24日）は、フィリピンの政治家。第15代フィリピン共和国大統領。テレビの司会者で女優のクリス・アキノは妹である。通称はノイノイ（Noynoy）。母コラソン・アキノの大統領在任中に発生して失敗したクーデターの際に反乱軍の兵士によって負傷させられた。

## 来歴
1960年2月8日にマニラにて、タルラック州の副知事であったベニグノ・アキノ・ジュニアとコラソン・アキノの3番目の子として誕生した。マリア・エリーナ（愛称はバルシー）、オーロラ・コラゾン（ピンキー）、ビクトリア・イライザ（ビエール）、そしてクリスティーナ・ベルナデット（クリス）の4人の姉妹がいる。
アテネオ・デ・マニラ大学で初等教育から高校・大学まで学び、1981年に経済学の学士を取得して卒業した。その後アメリカ合衆国に追放されていた家族とマサチューセッツ州ボストンで合流した。
1983年8月に父がマニラ国際空港で暗殺された後、短い間フィリピンの企業「フィリピン・ビジネス・フォー・ソーシャルプログレス」の社員だった。1985年から1986年にかけて小売販売の監督、フィリピンにおけるナイキの若者向け販売促進のアシスタント、そして後にフィリピンのモンドラゴンの広告、販売促進のアシスタントを務めた。1986年に同族会社であるイントラ・ストラータ保証会社の副社長となった。同年11月に母のアキノ大統領の国賓訪日に同行した。
1987年8月28日にグレゴリオ・ホナサンによって起こされたクーデター未遂事件では、アキノは襲撃された大統領府から道2本離れたところにいた。彼の4人の警護官のうち3人が犠牲となり、最後の1人は彼を守りながら負傷した。アキノ自身も5発被弾し、そのうち1発は以後も彼の首に留まったままであった。
1993年にはコファンコ一族が所有していた精糖プラントのセントラル・アズカレラ・デ・ターラックに勤務した。
2021年6月24日の朝にマニラ首都圏の病院に搬送され、同日中に満61歳で逝去した。

## 政歴

### 下院議員
1998年6月にタルラック州第2選挙区より下院議員に当選し、それ以来多くの委員会の委員を務めた。

### 上院議員
フィリピン共和国憲法により、タルラック州第2選挙区からの下院議員の4選は禁止されているため、2007年3月15日の総選挙で「真の野党」より上院議員に当選した。「真の野党」は彼の自由党を含むいくつかの政党の連合体であり、グロリア・アロヨ大統領による憲法改正の阻止を目的としている。選挙運動では妹でテレビ司会者のクリス、それに母親のアキノ元大統領の支援を受けた。彼自身はカトリック教徒であるが、フィリピンで最大のプロテスタント教会の一つである「イエスは主である」より支援を受け、1430万票を獲得した。改選数12人のところに立候補した37人の中で6番目の多さであった。2007年6月30日に新しいオフィスを構える。
選挙の最中に以前の敵であるグレゴリオ・ホナサン上院議員と連絡を取ろうと試み、彼の保釈をサポートした。彼は2007年3月5日に「私はホナサンの保釈を要請する。私は彼らによって首と尻を撃たれたが、それはもはや過去のことである。私の父の原則は『敵の権利も尊重せよ』であった。真の和解は民主主義の中で進む」と『セブ日報』に対して語っている。彼は1987年と1989年の母親に対するクーデター計画について言及してきており、先述の通り最初のクーデターでは重症を負っていた。
自由党では事務総長やルソンの副党首など様々なポストを経験しており、2006年3月17日より同党の副議長を務めた。

### 2010年フィリピン共和国大統領選挙
2009年8月に母のコラソン・アキノ元大統領が死去したのを契機に、母の跡を追って大統領職へ挑戦するよう周辺の期待が高まる。そして2010年フィリピン大統領選挙への出馬の意思を固める。大波のような彼に対する支持は「ノイノイ現象」と呼ばれるようになった。
まず弁護士と活動家のグループがNAPM（Noynoy Aquino for President Movement、ノイノイ大統領推進運動）を結成した。そして有力な亡きビジネスマンの息子であるチノ・ロセスによって、大統領選挙に立候補するようアキノを促すための100万名もの署名を集めるキャンペーンが実施され、黄色のリストバンド（NOYNOY It's my PRESIDENT）が作成された。8月の最後の週末にアキノは彼の自由党の仲間であるマル・ロハス上院議員と大統領選のために何をすべきか決めるために数日かけて話しあった。
2009年9月1日にサンファン市グリーンヒルズのクラブ・フィリピーノにおいて、自由党の有力な大統領候補であったロハス上院議員が出馬辞退を表明し、アキノ立候補を支援すると発表した。
母親が死去して40日後の2009年9月9日にサンファン市グリーンヒルズのクラブ・フィリピーノにおいて記者会見し、大統領選挙への正式出馬を表明した。それは1986年2月に母が大統領就任式を行った場所でもあった。
フィリピン国民の健康と教育に対する投資・不正・汚職・賄賂・貧困と戦うことを選挙公約として選挙戦を戦い、2010年5月の投開票の結果2位以下を大幅に引き離して当選を確実とした後、2010年6月8日に実施されたフィリピン議会上下両院合同委員会の公式集計で、最終的に1,520万8,678票を獲得したことにより、正式に大統領選挙の当選が確定した。

## 大統領
2010年6月に大統領就任式が首都のマニラのリサール公園内で執行された。彼は就任演説で、国民を貧困から脱却させること・教育施設やインフラの整備・医療サービスなどを最優先に取り組むと述べると共に、民主主義のために命を捧げた両親の遺産を引き継ぐことを強調した。大統領の任期は2016年6月までとなる。
カトリック教徒であるが、その教えに反する避妊について肯定的な見方を取っている。2010年9月30日にフィリピン司教協議会（The Catholic Bishops' Conference of the Philippines）会長は、彼のフィリピン人夫婦に、人工的な産児制限の為のコンドームや避妊薬を支給するという『リプロダクティブ・ヘルス法案』に対する支持により、カトリック教会からの破門に直面するだろうと発言した 。しかし、破門の可能性にもかかわらず、アキノは多産を制限し、避妊薬や避妊具の使用についての立場を変えず、法案は議会で成立した。

### 日本

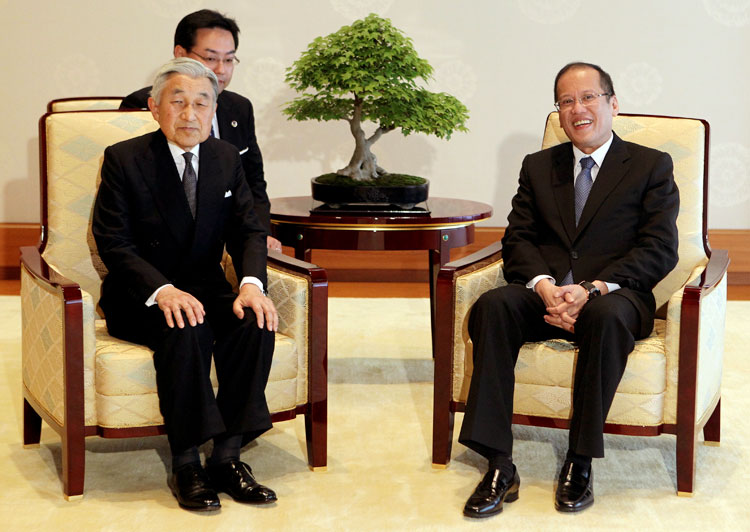
皇居にて明仁天皇（左）と（2011年9月28日）

2011年8月に日本政府の仲介で極秘に来日し、モロ・イスラム解放戦線の最高指導者であるムラド・エブラヒム（Murad Ibrahim）議長と8月4日に成田空港近くのホテルで極秘会談を行った。政府・MILFのトップ同士の会談は初めてである。また、国際協力機構はこの地域の事業への資金供給を行っており、アキノはモロ・イスラム解放戦線との和平において「日本の貢献は計り知れない」と謝意を示している。2015年6月に国賓として訪日した。

### 中国
南シナ海で領有権問題を抱える中国に対しては、常設仲裁裁判所に仲裁手続きを取るなど強硬姿勢を取り、中国とは事実上の没交渉状態にあり、任期中は中国と激しく対立した。アキノは華人の血が流れているとされるが、この中国との対決姿勢や、過去に「華僑たちが脱税や逃税に熱心であり、きちんと租税を納めるべき」と批判したことなどから、フィリピンの華僑社会はアキノへの不信があるとされる。

## 私生活
射撃とビリヤードの熱狂的なファン。またオーディオマニアでもあり、メロウな音楽、ボサノバ、オリジナル・フィリピン・ミュージックを好む。
フランシスコ・タタド前上院議員の姪でバレンズエラ市議員のシャラーニ・ソレダードは恋人であったが、破局した。生涯独身であり、フィリピンの大統領経験者で唯一の未婚である。
紙巻きたばこを1日2箱を喫煙する愛煙家で、大統領選の期間中「当選したらタバコをやめる」と宣言していたが、「（大統領就任で）重圧が増える」として、就任前に禁煙を断念した。

## 栄典
- 大勲位菊花大綬章（2015年5月29日）

## その他
フィリピンの地方部における貧困解消は森林破壊型の開発とトレード状態になっており、21世紀に入っても森林面積の減少が続いている。大統領に就任した後は2016年6月30日までの任期中に150万ヘクタールの面積に15億本の苗木を植えるとする、森林回復に向けた植林プログラムを実施していた。